# Jüdische Gemeinde Durbach
Eine Jüdische Gemeinde in Durbach, einer Gemeinde im Ortenaukreis in Baden-Württemberg, bestand seit dem  Anfang des 18. Jahrhunderts bis zu ihrer Auflösung am 14. Februar 1900. 

## Geschichte
Nach 1700 entstand die jüdische Gemeinde Durbach. Sie hatte eine Synagoge, eine Schule und ein rituelles Bad (Mikwe). Im Jahr 1813 wurde der jüdische Friedhof Durbach errichtet. Die Gemeinde wurde 1827 dem Bezirksrabbinat Schmieheim zugeteilt. 
Die jüdischen Bewohner waren vor allem Händler, aber auch Metzger und Bäcker. Der Landhandel war ihre besondere Domäne.  
1933 war noch die jüdische Familie Moritz Bodenheimer/Albert Strauß am Ort (insgesamt acht Personen), die eine Bäckerei innehatte, Sohn Julius Bodenheimer gehörte eine Schnapshandlung. Seit 1933 betrieben die Familien Bodenheimer und Strauß eine Hachschara in Durbach (Ausbildungsstätte für junge jüdische Leute, die nach Palästina auswandern wollten). (aus: alemannia judaica)

## Gemeindeentwicklung
| Jahr | Gemeindemitglieder |
| ---- | ------------------ |
| 1801 | 106 Personen       |
| 1825 | 38 Personen        |
| 1875 | 21 Personen        |
| 1900 | 10 Personen        |
| 1933 | 8 Personen         |

## Nationalsozialistische Verfolgung
Das Gedenkbuch des Bundesarchivs verzeichnet vier in Durbach geborene jüdische Bürger, die dem Völkermord des nationalsozialistischen Regimes zum Opfer fielen.